# رئيس وزراء البحرين
رئيس مجلس الوزراء في مملكة البحرين هو رئيس حكومة البلاد وذلك وفقاً لدستور البحرين ووفقاً لدستور البحرين يعين الملك رئيس مجلس الوزراء ويعفيه من منصبه بأمر ملكي , رئيس مجلس الوزراء حالياً هو وليّ العهد الأمير سلمان بن حمد آل خليفة منذ 11 نوفمبر 2020 بموجب الأمر الملكي رقم 44 لسنة 2020 الذي أصدره الملك حمد بن عيسى ال خليفة ملك مملكة البحرين بعد وفاة الأمير خليفة بن سلمان ال خليفة الذي كان أول رئيس وزراء في مملكة البحرين منذ 15 أغسطس 1971.

## رؤساء وزراء البحرين
| # | الاسم (المواليد والوفيات)                  | الصورة | فترة تولي المنصب | فترة تولي المنصب | المدة خلال المنصب |
| - | ------------------------------------------ | ------ | ---------------- | ---------------- | ----------------- |
| 1 | الأمير خليفة بن سلمان آل خليفة (1935–2020) |        | 15 أغسطس 1971    | 11 نوفمبر 2020   | 49 سنوات و88 أيام |
| 2 | الأمير سلمان بن حمد آل خليفة (1969–)       |        | 11 نوفمبر 2020   | حتى الآن         | 4 سنوات و133 أيام |